# Хамахига (остров)
Хамахига или Хамаига (яп. 浜比嘉島 хамахига-дзима; хамахига-сима) — остров в архипелаге Рюкю, расположенный около острова Окинава (префектура Окинава).
Административно остров принадлежит городу Урума. Хамахига лежит в 4 км от полуострова Кацурен на острове Окинава. С 1997 года связан мостом Хамахига-охаси (яп. 浜比嘉大橋) с лежащим к северу островом Хэндза-дзима, который, в свою очередь, связан трассой Кайтю (яп. 海中道路) с островом Окинава.
Его площадь составляет 2,09 км². Население — 477 человек (2005).
На острове расположены различные священные места рюкюской религии, в том числе утаки, посвящённые божествам Амамикё и Цунэрикё, которые, по преданию, создали острова Рюкю.